# Greatest Hits Video Collection
The Smashing Pumpkins - Greatest Hits Video Collection (1991-2000) to płyta DVD zawierająca niemal wszystkie oficjalne teledyski grupy The Smashing Pumpkins wydane przed rozpadem zespołu w roku 2000. Wśród dodatków znajduje się między innymi krótki film Try, wcześniej niewydany teledysk do piosenki "I Am One", dwa nagrania koncertowe oraz sceny zza kulis, a także komentarze Billy'ego Corgana, Jamesa Ihy, Jimmy'ego Chamberlina i reżyserów teledysków.
Płyta została wydana w roku 2001 razem z kompilacją Rotten Apples, zawierającą zestaw największych hitów grupy, a zatem w większości tych samych utworów. Oba wydawnictwa osiągnęły status złotej płyty w niecały miesiąc po wydaniu.
Oba zestawy nie zawierają piosenki "The End Is the Beginning Is the End", gdyż licencję na nią posiadał koncern Warner Bros. Ostatecznie teledysk do niej wszedł w roku 2005 w skład specjalnego wydania filmu Batman & Robin, w skład którego ścieżki dźwiękowej wchodził utwór.

## Spis utworów
1. Siva
2. Rhinoceros
3. Cherub Rock
4. Today
5. Disarm
6. Rocket (także alternatywny teledysk z występem grupy)
7. Bullet with Butterfly Wings
8. 1979
9. Zero
10. Tonight, Tonight
11. Thirty-Three
12. Ava Adore
13. Perfect
14. The Everlasting Gaze
15. Stand Inside Your Love
16. Try, Try, Try
17. Geek U.S.A. (live)
18. An Ode to No One (live)
19. I Am One (wcześniej niewydany)
20. Try - krótki film
21. Untitled

## Twórcy
- Jonas Åkerlund, Samuel Bayer, Angela Conway, Billy Corgan, Jonathan Dayton, Valerie Faris, Dom and Nic, Kevin Kerslake, Bart Lipton, Jake Scott, Stephane Sednaoui, W.I.Z., Yelena Yemchuck – reżyserzy teledysków